# Alexandru Dedov
Alexandru Dedov (Chișinău, 26 de julho de 1989) é um futebolista profissional moldávio que atua como atacante. Atualmente, joga no Spartanii Sportul.

## Títulos
Ventspils
- Virslīga: 2008
- Liga do Báltico: 2009–10

Dacia Chişinău
- Campeonato Moldavo de Futebol: 2010–11

Sheriff Tiraspol
- Campeonato Moldavo de Futebol: 2011–12

Zimbru Chișinău
- Copa Moldava de Futebol: 2013–14
- Supercopa Moldava de Futebol: 2014

## Estatísticas

### Gols internacionais
| N | Data                 | Estádio                            | Adversário | Placar | Resultado | Competição                                  |
| - | -------------------- | ---------------------------------- | ---------- | ------ | --------- | ------------------------------------------- |
| 1 | 14 de agosto de 2013 | Zimbru Stadium, Chișinău, Moldávia | Andorra    | 1–1    | 1–1       | Amistoso                                    |
| 2 | 8 de outubro de 2014 | Zimbru Stadium, Chișinău, Moldávia | Áustria    | 1–1    | 1–2       | Eliminatórias para a Eurocopa de 2016       |
| 3 | 11 de junho de 2017  | Zimbru Stadium, Chișinău, Moldávia | Geórgia    | 2–0    | 2–2       | Eliminatórias da Copa do Mundo FIFA de 2018 |